# 원광여자중학교
원광여자중학교(圓光女子中學校)는 대한민국 전북특별자치도 익산시 모현동1가에 있는 사립 중학교이다.

## 학교 연혁
- 1956년 4월 10일 : 전북 익산군 북일면 신용리에서 원광대학 부설 실업고등학원으로 발족
- 1957년 4월 1일 : 이리시 동산동 667에 이전하여 원광중학교에서 여학생을 분리 수용함
- 1960년 2월 19일 : 원광여자중학교 설립 인가
- 1960년 4월 8일 : 초대 교장 박장식 선생 취임, 개교식 입학식 (317명)
- 1962년 12월 7일 : 동산동에서 창인동으로 이전
- 1979년 7월 23일 : 현 교사로 이전
- 1990년 8월 22일 : 학교법인 원창학원 설립
- 2023년 3월 1일 : 제17대 교장 송미선 선생 취임
- 2024년 1월 5일 : 제64회 졸업식 (24,569명 졸업생)

## 참고 자료
- 원광여자중학교 - 한국교육학술정보원 학교알리미